# Rynearson Stadium
O Rynearson Stadium é um estádio localizado em Ypsilanti, Michigan, Estados Unidos, possui capacidade total para 30.200 pessoas, é a casa do time de futebol americano universitário Eastern Michigan Eagles football da Universidade do Leste de Michigan. O estádio foi inaugurado em 1969, o nome é em homagem ao ex-técnico Elton Rynearson.